# Kertagena Tengah
Kertagena Tengah is een bestuurslaag in het regentschap Pamekasan van de provincie Oost-Java, Indonesië. Kertagena Tengah telt 3860 inwoners (volkstelling 2010).